# Judith O'Dea
Judith O'Dea, née le 20 avril 1945 à Pittsburgh (Pennsylvanie), est une actrice américaine.

## Biographie
Elle auditionne en 1968 pour le film La Nuit des morts-vivants, de George A. Romero, interprétant le rôle de Barbara. Malgré la popularité du film et de son rôle, elle se produit ensuite principalement au théâtre. Elle fait une excursion en 1978 à la télévision en tenant un rôle dans le téléfilm  Le Pirate. Mettant sa carrière d'actrice entre parenthèses dans le courant des années 1980, elle crée sa société de coaching O'Dea Communications.
Elle réapparaît à nouveau comme actrice à compter des années 2000, dans plusieurs productions.

## Filmographie
- 1968 : La Nuit des morts-vivants (Night of the Living Dead), de George A. Romero : Barbara
- 1978 : Le Pirate (Téléfilm)  : Annie
- 2003 : Claustrophobia : Alena Gray
- 2005 : October Moon : Mrs. Hamilton
- 2008 : November Son : Emily Hamilton
- 2009 : Timo Rose's Beast : La mère de Boomer
- 2010 : Women's Studies : Gayle Hamlin
- 2010 : Underground Entairtainment : The Movie : Lovely Judy
- 2011 : Shy of Normal: Tales of New Life Experiences : Actrice à la TV
- 2012 : Living Dead : Barbara
- 2014 : Safe Inside : Crystal Lake
- 2014 : Hole in the Wall : Augusta Gein
- 2014 : They Came from the Ether : Miss Clara
- 2014 : Night of the Living Dead : Genesis: Barbara Hamilton
- 2015 : Abandoned Dead : Dr. Pamela Myers
- 2017 : Safe Inside : Crystal Lake
- 2020 : Kill Giggles : Deborah di Prima
- 2020 : Night of the Living Dead: Genesis : Barbara Hamilton